# 朝外四条
朝外四条是中国北京市朝阳区的一条胡同。已拆毁。

## 简介
朝外四条位于朝阳区和朝外街道西部。胡同呈“丁”字形，东起景升西街，西到朝外三条，南到净住胡同。南北长68米，东西长80米，宽2米。东西向铺有沥青路面，南北向铺有水泥方砖路面，是非机动车道和人行道。
朝外四条成路于清末。清末民初，原为两条胡同，东西向者称为“细米胡同”，南北向者称为“黄庙胡同”（因胡同内原有黄庙而得名），1966年，两条胡同合并为朝外四条。朝外四条因朝阳门外大街南侧有四条南北向胡同，自西向东依次编号，该胡同排在第四，故得名。朝外四条两侧均为平房民宅。黄庙位于朝外四条5号。
1995年朝外四条拆除，原址现为泛利大厦。 